# В очікуванні Ані
«В очікуванні Ані» («Waiting for Anya») — британсько-бельгійська історично-військова кінодрама 2020 року, знята режисером Беном Куксоном.

## Сюжет
Дія фільму відбувається під час Другої світової війни. Під час депортації Бенжаміну, єврею за національністю, вдається втекти, але водночас йому доводиться розлучитися зі своєю переляканою маленькою донькою. Останнє, що Бенжамін встигає сказати доньці: «Зустрінемося у бабусі». Бенжаміну вдається дістатися до гірського французького села Лескьон, до ферми вдови Хоркадо, своєї тещі і бабусі Ані, але дочку він там не застає. В очікуванні Ані Бенжамін і вдова Хоркадо збирають у себе на фермі, ховають від нацистів і переправляють через кордон на територію Іспанії єврейських дітей, щоб врятувати їх від смерті. На допомогу Бенжаміну і вдові приходять французький хлопчик-пастух Джо Лаланд, його дідусь, батько і багато жителів села. Ситуація складна тим, що село окуповане німецькими військами, а кордон невсипуще патрулюється. Фільм змушує переживати і за дітей, і за дорослих — за всіх тих, хто ризикуючи собою, рятує чужі життя.

## У ролях
- Ноа Шнапп — Джо
- Томас Кречманн — нацистський капрал
- Фредерік Шмідт — Бенджамін
- Томас Лемаркіс — лейтенант
- Ельза Зільберштейн — мати Джо
- Жиль Маріні — батько Жо
- Жан Рено — Анрі
- Анжеліка Г'юстон — вдова Горкада
- Ніколас Роу — мер
- Седі Фрост — мадам Жолле
- Вільям Абаді — отець Ласалль
- Урс Рехн — Ганс
- Жозефіна де Ла Боме — мадемуазель Одап
- Жан-Франсуа Бальмер — оповідач
- Майкл Морпурго — Фармер
- Лукас Зауер — Ганс

## Знімальна група
- Режисер — Бен Куксон
- Сценарист — Тобі Торлесс, Бен Куксон
- Продюсер — Фін Глінн, Алан Лейтем, Віктор Глінн
- Оператор — Джеррі Васбентер
- Композитор — Джеймс Сеймур Бретт
- Монтаж — Кріс Гілл